# اوبوری (جمهوری چک)
اوبوری (به چکی: Obory) یک منطقهٔ مسکونی در جمهوری چک است که در ناحیه پریبرام واقع شده‌است.